# 겐포 (무술)
겐포(일본어: 拳法)는 여러 무술의 이름이다. 겐포(Kenpō)라는 단어는 중국어 "quánfǎ"의 일본식 발음이다. 이 용어는 전통적인 헵번식 로마자 표기법을 적용한 결과로 비공식적으로 "켐포"로 음역되지만 장모음을 표시하기 위해 마크론을 사용하지 못하는 경우가 많다. 무술 커뮤니티에서 광범위하고 문화를 초월한 채택과 결합된 용어의 일반적인 특성은 용어의 여러 정의를 만들어 냈다. Kenpō라는 단어는 '주먹'을 의미하는 "Ken"과 '중력의 법칙'에서와 같이 '방법' 또는 '법'을 의미하는 "Po"를 의미한다. 그러나 이를 '주먹의 법칙'으로 잘못 해석하는 경우가 많다.